# Rue des Puits-Clos
La rue des Puits-Clos (en occitan : carrièra dels Poses Clauses) est une voie de Toulouse, chef-lieu de la région Occitanie, dans le Midi de la France.

## Situation et accès

### Description
La rue des Puits-Clos est une voie publique. Elle se trouve au cœur du quartier Capitole, dans le secteur 1 - Centre.
Longue de 160 mètres, elle naît perpendiculairement à la rue Peyras, en suivant un tracé relativement tortueux, mais orienté principalement au nord-est. Dans sa première partie, longue de 44 mètres, elle est particulièrement étroite, seulement 3 mètres. Elle rencontre d'abord la rue du Puits-Vert. Dans sa deuxième partie, elle s'élargit au niveau de la place des Puits-Clos, où elle reçoit la rue Jules-Chalande à gauche et la rue Baronie à droite. La troisième partie de la rue, longue de 72 mètres, commence à l'angle nord-est de la place. Elle donne alors naissance à la rue du Fourbastard et se termine en débouchant sur la place Roger-Salengro. Elle est prolongée, au nord de cette place, par les rues Saint-Pantaléon et de la Pomme, jusqu'à la place du Capitole.
Entre la rue Peyras et la place des Puits-Clos, la rue des Puits-Clos est une voie semi-piétonne, puis, entre la place des Puits-Clos et la place Roger-Salengro, elle est définie comme une zone de rencontre. La partie centrale de la rue est occupée par une chaussée qui compte une voie de circulation automobile à sens unique, depuis la rue Peyras vers la rue du Puits-Vert, et de la place Roger-Salengro vers la rue du Puits-Vert. La vitesse y est limitée à 20 km/h. Il n'existe pas de piste, ni de bande cyclable, quoiqu'elle soit à double-sens cyclable.

### Voies rencontrées
La rue des Puits-Clos rencontre les voies suivantes, dans l'ordre des numéros croissants (« g » indique que la rue se situe à gauche, « d » à droite) :
1. Rue Peyras
2. Rue du Puits-Vert
3. Rue Jules-Chalande (g)
4. Rue Baronie (d)
5. Rue du Fourbastard (d)
6. Place Roger-Salengro

### Transports
La rue des Puits-Clos n'est pas directement desservie par les transports en commun Tisséo. Elle est cependant à proximité du square Charles-de-Gaulle et de la rue d'Alsace-Lorraine, où se trouvent les accès à la station Capitole de la ligne  du métro. 
Les stations de vélos en libre-service VélôToulouse les plus proches sont, au nord, la station no 3 (62 rue de la Pomme) et, au sud, la station no 10 (15 place Étienne-Esquirol).

## Odonymie
Le nom de la rue des Puits-Clos est connu depuis le début du XIVe siècle, même si les premières mentions ne parlent que d'un seul puits clos (en latin : carraria Putei clausi, 1301), c'est-à-dire couvert pour protéger la pureté de l'eau. Il se trouvait au carrefour des rues des Puits-Clos, Jules-Chalande et Baronie, l'actuelle place des Puits-Clos (emplacement au-devant de l'actuel no 13),. 
Plusieurs parties de la rue ont porté des noms différents au cours des siècles suivants. La première partie de la rue, entre les rues Peyras et du Puits-Vert, était connue au milieu du XVIe siècle comme la rue de la Banquette. Comme elle était parfois confondue avec les rues voisines, on lui trouvait aussi le nom de Pisselauque. Entre la rue Jules-Chalande et la place Roger-Salengro, elle est également nommée rue du Fourbastard, comme la rue qui porte ce nom et qui se trouve d'ailleurs dans son prolongement, ou encore rue du Puits-Verdet. En 1794, pendant la Révolution française, la rue reçut le nom de rue Concorde, mais il ne subsista pas.

## Histoire

### Moyen Âge et période moderne
Au Moyen Âge, la rue du Puits-Clos appartient au capitoulat de la Pierre. Ce n'est qu'une rue étroite, mais elle se trouve au cœur du quartier marchand de la ville, à proximité de la Grand-rue (actuelles rues des Changes et Saint-Rome), mais aussi de la rue Peyras, qui relie l'entrée est de la ville, à la porte Saint-Étienne, et les ponts sur la Garonne, Pont-Vieux et pont de la Daurade. Elle est principalement habitée par des marchands et on y trouve au XVe siècle plusieurs auberges, à l'enseigne de Saint-Georges, de Saint-Jacques, du Plat ou encore de la Pomme. La population du quartier a de plus accès à plusieurs puits publics, au carrefour de la rue Pisselauque (actuelle rue du Puits-Vert) et au carrefour de la rue Pantonières (actuelle place Roger-Salengro), et au four de Bastard dans la rue voisine.
La rue du Puits-Clos est touchée plusieurs fois par les incendies, particulièrement lors du Grand incendie de 1463, qui laisse la plupart des maisons détruites, et en 1523. À la suite des règlements capitulaires, les maisons à pans de bois cèdent progressivement la place à la brique. Pourtant, on continue à utiliser le bois pour les constructions (actuels no 1 et 9 ; no 2). La rue conserve d'ailleurs un caractère populaire et actif, comme le signale la présence, au milieu du XVIe siècle, d'une importante auberge à enseigne privilégiée, le logis de Saint-Jean. Les constructions, plus modestes, se poursuivent au XVIIe siècle (actuels no 9, 21 et 23 ; no 20) et au XVIIIe siècle (actuels no 7 et 19). 
Oon voit dans le même temps s'élever des hôtels particuliers pour certains représentants de l'aristocratie ou de l'élite toulousaine. Vers 1670, l'avocat au Parlement Paul de Tiffy rassemble plusieurs maisons pour bâtir son hôtel entre la rue Peyras et la rue des Puits-Clos (actuels no 2 bis-4). Au siècle suivant, ce sont les deux frères Barthélémy et Joseph Duclos de Bouillas qui font complètement transformer l'hôtel Tiffy,. 

### Époque contemporaine
Au cours du XIXe siècle, la municipalité mène un vaste projet d'aménagement afin d'améliorer l'hygiène et la circulation. En 1852, un égout est créé entre la place des Puits-Clos et la rue Pargaminières en passant par la rue Saint-Pantaléon et la place du Capitole, afin de rejoindre l'égout des Tierçaires, qui rejoint la Garonne au port Saint-Pierre. Dans le même temps des travaux visent à élargir la rue des Puits-Clos, mais c'est surtout la partie nord de la rue qui bénéficie des aménagements qui visent à faciliter la circulation dans cette rue étroite. La petite place Saint-Pantaléon (actuelle place Roger-Salengro) est agrandie à la suite de la démolition de plusieurs immeubles de la rue Saint-Pantaléon (anciens no 2 à 6 de cette rue). Le carrefour des Puits-Clos est lui aussi élargi par la destruction de deux maisons du côté est de la rue (anciens no 10 et 12), tandis que, du côté ouest, deux nouveaux immeubles sont élevés dans la deuxième moitié du XIXe siècle (actuels no 8 rue Jules-Chalande et no 15). 
Dans la première moitié du XXe siècle, l'activité dans la rue des Puits-Clos ne se dément pas – on y trouve même une clinique, la Centrale d'accouchements (actuels no 1-3). Dans la deuxième moitié du siècle, plusieurs opérations immobilières visent à faire disparaître l'habitat insalubre (actuels no 5 et 13). À partir des années 1980, la rue des Puits-Clos bénéficie, comme les rues voisines, de la piétonisation du cœur historique entre la place Esquirol et la place du Capitole. En 1984, la place des Puits-Clos est réaménagée, tandis qu'on y installe une fontaine monumentale sous la direction de l'architecte Bernard Calley. La rue abrite aujourd'hui de nombreux commerces – tel OKLA Skateshop, la plus ancienne boutique de skate de la ville, ouverte en 1992 – et plusieurs restaurants.

## Patrimoine et lieux d'intérêt

### Hôtels particuliers
- no  2 bis-4 : hôtel Tiffy – Duclos de Bouillas. 
Vers 1670, l'avocat au Parlement Paul de Tiffy, capitoul en 1673-1674, achète plusieurs immeubles entre les rues Peyras, des Puits-Clos et du Puits-Vert, qu'il réunit pour bâtir son hôtel particulier. En 1696, l'hôtel est vendu par sa veuve à Pierre Colomès, capitoul en 1687-1688. Il reste dans sa famille jusqu'en 1746, date à laquelle il est acheté par Barthélémy Duclos, baron de Laas. Son frère, Joseph Duclos de Bouillas, acquiert la moitié de l'hôtel après 1759 et réalise plusieurs campagnes de travaux. 
L'édifice de style classique s'organise autour d'une cour carrée, accessible par la rue Peyras. La façade sur la rue des Puits-Clos se compose de deux corps de bâtiment. Le premier (actuel no 2 bis), au carrefour de la rue Peyras, difficilement lisible, s'organise autour d'une cour latérale. Une des élévations est en pan de bois. Le deuxième corps de bâtiment (actuel no 4), dans le prolongement de la rue du Puits-Vert, se développe sur trois travées et trois étages, couronnés par une corniche à denticules[12],[17].

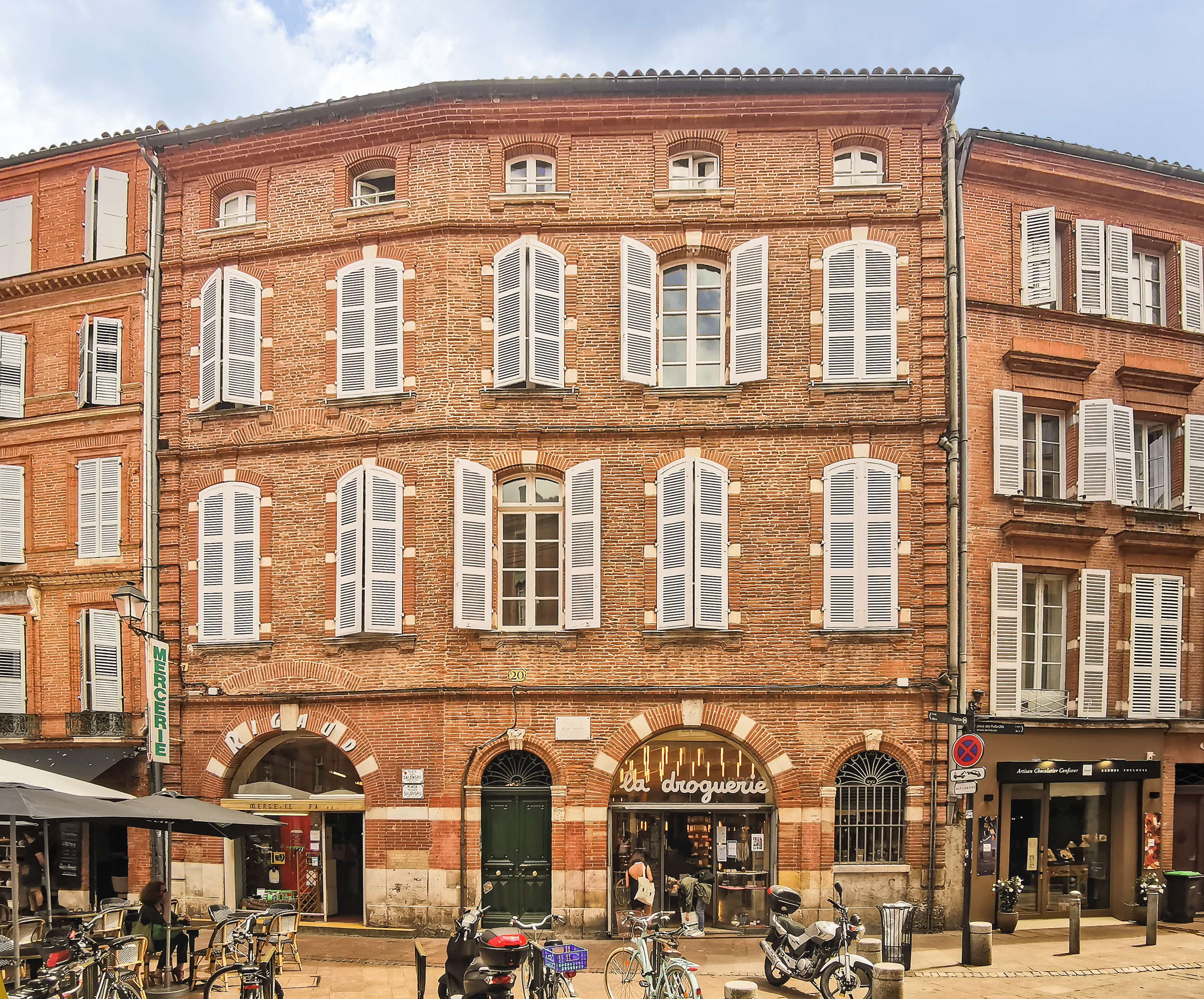
n°20 : la façade de l'hôtel Darbou.

- no  20 : hôtel Darbou ; domicile de Jean Jaurès. 
L'immeuble, de style classique, appartient au XVIIe siècle aux Darbou, une famille de marchands qui accèdent au capitoulat et à la noblesse à la fin de ce siècle. En 1730, Jean-François Darbou, seigneur de Castillon, fait reprendre la façade sur rue, l'année même où il est lui-même capitoul. À la fin du XIXe siècle, entre 1889 et 1892, l'immeuble est la résidence de Jean Jaurès, alors qu'il est professeur à la faculté de lettres de l'université de Toulouse, journaliste à la Dépêche de Toulouse et, élu sur la liste radicale-socialiste de Camille Ournac, adjoint au maire de la ville. La façade principale, longue de cinq travées, se développe sur quatre niveaux. Les étages sont décroissants et séparés par un cordon de brique[18].

### Immeubles
- no  1 : immeuble.
L'immeuble en corondage est construit à l'angle de la rue Peyras, probablement à la fin du XVe siècle ou au début du siècle suivant. L'élévation sur la rue des Puits-Clos est maçonnée en brique au rez-de-chaussée et en pan de bois à grille et décharge hourdé de brique aux étages[19].

- no  2 : immeuble.
L'immeuble est construit à l'angle de la rue Peyras, probablement au XVIIIe siècle. Si la façade principale, sur cette rue, est en corondage, l'élévation sur la rue des Puits-Clos est en revanche maçonnée en brique. La porte est surmontée d'une imposte en fer forgé[20].

- no  19 : immeuble.
L'immeuble, de style classique, est construit dans la deuxième moitié du XVIIIe siècle. Le rez-de-chaussée est rythmé par l'alternance des grandes arcades de boutique voûtées en plein cintre, et des ouvertures rectangulaires plus étroites. Les étages sont décroissants et percés de fenêtres rectangulaires. Celles des deux premiers étages sont surmontées de corniches moulurées, mais seules celles du 1er étage ont des garde-corps en fer forgé[21].

### Fontaine des Puits-Clos
La fontaine des Puits-Clos est aménagée entre 1983 et 1984 par Bernard Calley, architecte des bâtiments de France, pour masquer un mur aveugle. La façade est habillée par un plaquage de briques de différentes couleurs. Trois bassins en cuivre reçoivent l'eau distribuée par trois chantepleures. La façade est rythmée par quatre colonnes en marbre rose à chapiteaux corinthiens, vestiges du retable installé vers 1741-1749 dans l'église de la Dalbade et déposées au musée Paul-Dupuy en 1930 après la chute du clocher. Elles semblent supporter un entablement et un fronton à pans coupés. Entre les colonnes centrales était placée, sur un piédestal en forme de coquille, une statue – volée en 2010 – en fonte de Psyché essayant de voir le visage d'Éros à l'aide d'une lampe, moulage d'une sculpture de 1867 de Pierre-Bernard Prouha conservée au musée des Augustins,.

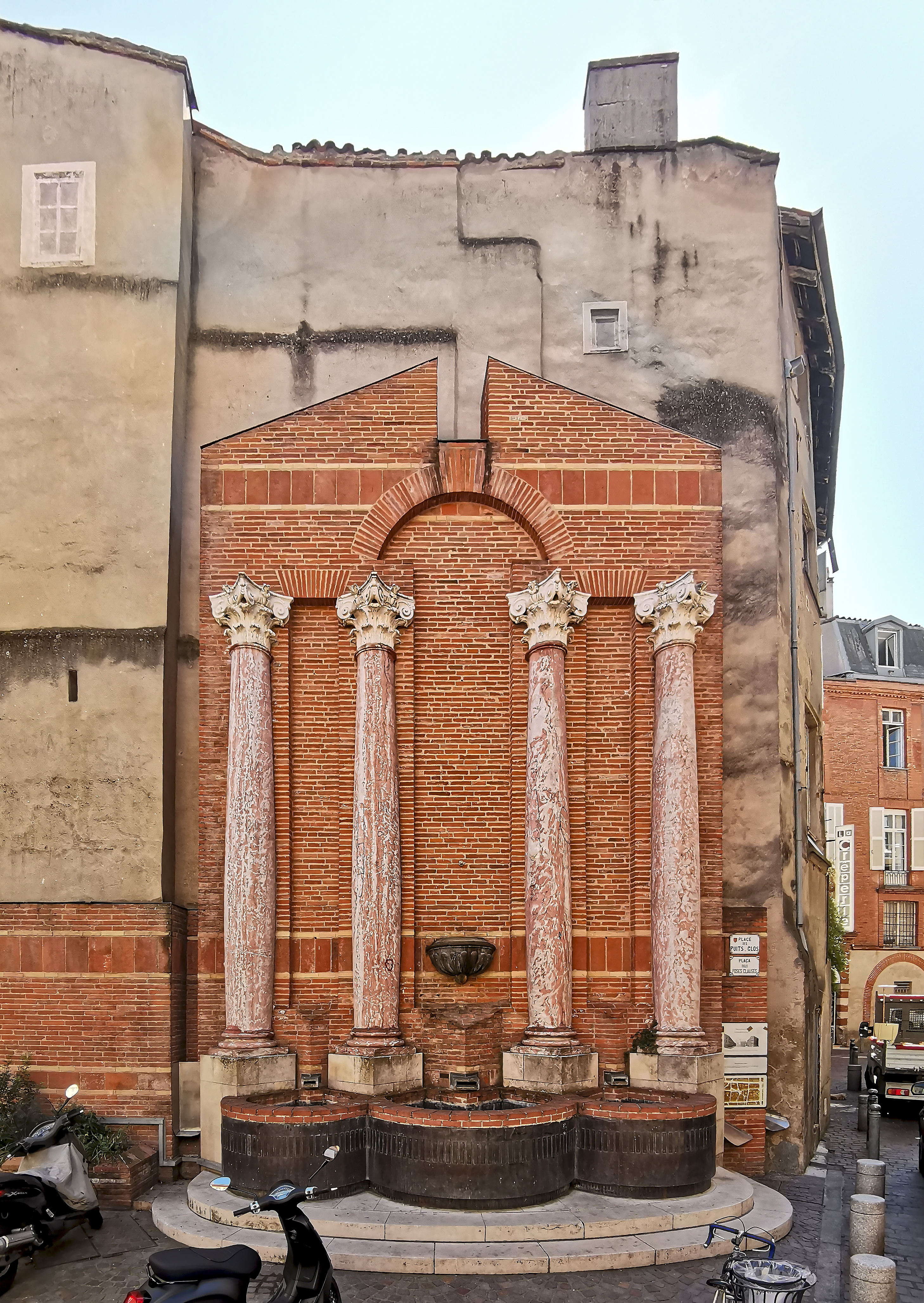
La fontaine des Puits-Clos, par Bernard Calley.
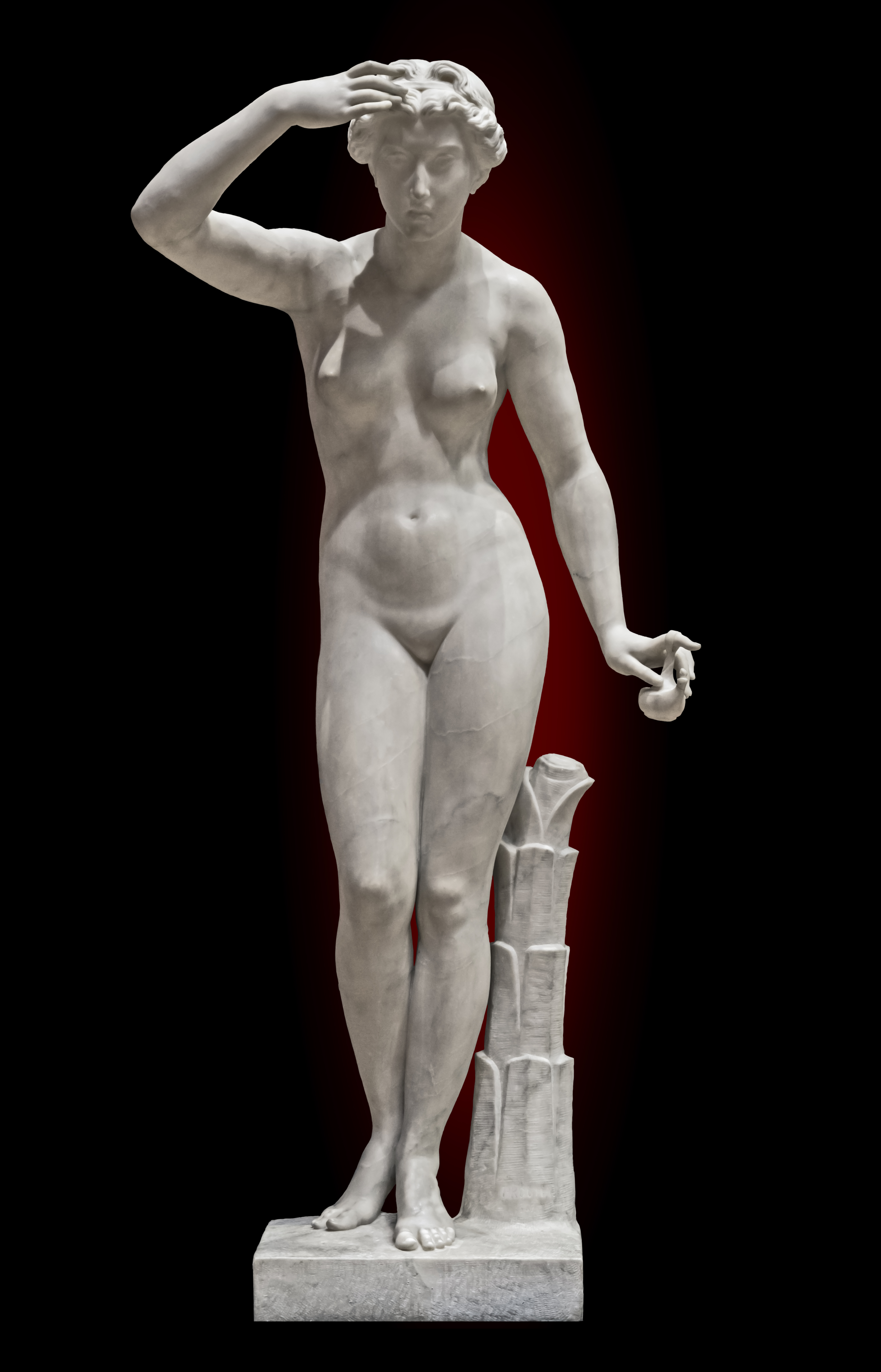
Psyché, par Pierre-Bernard Prouha (1867, musée des Augustins).

## Personnalité
- Jean Jaurès (1859-1914) : proche des républicains, député du Tarn élu à Castres en 1885, Jean Jaurès est battu aux élections de 1889. Il retrouve l'enseignement comme professeur à la faculté de lettres de l'université de Toulouse, mais il est aussi journaliste à la Dépêche de Toulouse. En 1890, il est élu sur la liste radicale-socialiste de Camille Ournac, et il devient adjoint au maire chargé de l'Enseignement. En 1893, il retrouve son mandat de député et quitte la ville. Il a occupé durant cette période toulousaine, entre 1889 et 1892, un appartement de l'hôtel Darbou (actuel no 20).